# Al-Akrabijja
Al-Akrabijja (arab. العقربية) – miejscowość w Syrii, w muhafazie Hims. W 2004 roku liczyła 4326 mieszkańców.